# Dinamostadion (Barnaoel)
Het Dinamostadion (Russisch: Стадион Динамо) is een multifunctioneel stadion in Barnaoel, een stad in Rusland. 
Het stadion wordt vooral gebruikt voor voetbalwedstrijden, de voetbalclub Dinamo Barnaoel maakt gebruik van dit stadion. In het stadion is plaats voor 16.000 toeschouwers.